# Högbo AIK
Högbo AIK är en idrottsförening från Högbo i Sandvikens kommun i Gästrikland/Gävleborgs län, bildad den 1 oktober 1922 i dåvarande Högbo landskommun. Föreningen är verksam inom fotboll och innebandy (damer, herrar, pojkar och flickor). Herrlaget i fotboll har spelat tretton säsonger i tredje högsta serien (gamla division III, motsvarande dagens division I), 1939/1940-1941/1942, 1943/1944-1946/1947, 1955/1956, 1957/1958--1962. Säsongen 2022 spelade damlaget i femtedivisionen (division III) och herrlaget i sjundedivisionen (division V).